# Cambián
Cambián es un barangay del municipio filipino de quinta categoría de Agutaya, situado en la provincia de Palawan, en MIMAROPA, (Región IV-B). Según el censo de 2020, tiene una población de 415 habitantes.

## Geografía
Este barrio está ubicado en la parte occidental de la isla de Agutaya y linda al este con los barrios de Villafría y de Bangcal.

## Comunicaciones
Desde su puerto parten líneas regulares con dirección a Cabigsing, en la isla de Gran Cuyo.